# Wendat (volk)

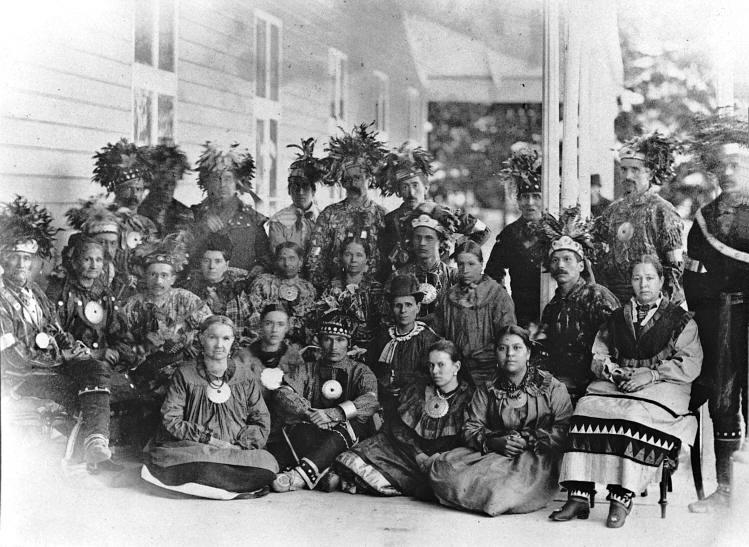
Groepje Wendat in 1880

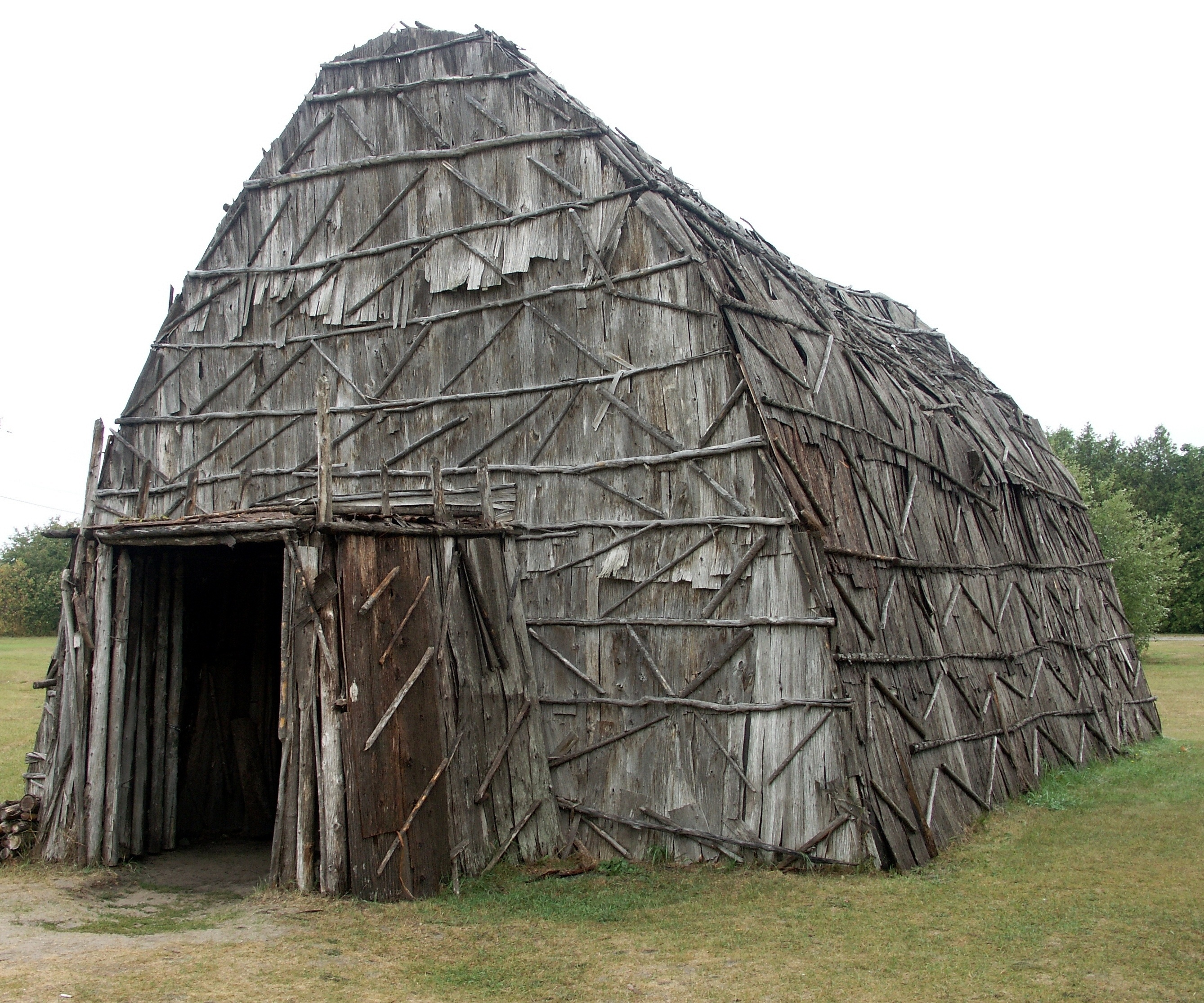
Langhuis

De Wendat of Wyandot zijn een Irokees volk van inheemse Amerikanen, die toen de Fransen hen ontmoetten hun leefgebied hadden in Wendake ('Op de Eilanden'); dit omvatte de regio van wat nu Lake Simcoe is, en het gebied ten zuiden en westen van wat nu de Georgian Bay heet, in de Canadese provincie Ontario. Vóórdat ze Wendake stichtten leefden de Wendat rond het gebied van wat nu de stad Quebec is. Wendat wordt tegenwoordig vaak uitgesproken als WAAI-'n-DAT-ie. De Fransen noemden hen Huron, een samentrekking van het Franse hure, wat 'mannetjesvarken' betekent, en on, wat 'volk' betekent, naar de gewoonte van de Wendat-mannen hun haar in een hanenkam (scalplok) te dragen. Wendake werd door de Fransen Huronia genoemd. 
De Wendat waren een voornamelijk agrarisch volk met gewassen als maïs en zonnebloemen. In 1535 kwamen ze voor het eerst in contact met de Franse kolonisten. Deze stimuleerden de handel in bevervachten, wat uiteindelijk leidde tot de Beveroorlogen met o.a. de Haudenosaunee uit het zuiden. Dit alles leidde tot zeer dramatische verschuivingen binnen de cultuur van de Wendat. Hun aantallen werden in de 17e eeuw zeer drastisch verminderd door de pokken die ze van de Europeanen kregen, en de massale slachtingen die de Haudenosaunee destijds aanrichtten omdat ze de Wendat als concurrenten in de pelshandel zagen. Uiteindelijk werden de overlevenden van de 'Huron' als krijgsgevangenen opgenomen in de Haudenosaunee-cultuur (met name die van de Onondaga en Mohawk), maar gedurende de 18e eeuw bereikten ze een zekere mate van zelfstandigheid. De term 'Wyandot' of 'Wyandotte' werd waarschijnlijk voor het eerst gebruikt toen groepen Wendat in de 2e helft van de 17e eeuw en de eerste helft van de 18e eeuw naar plaatsen migreerden die nu bekendstaan als Sandusky (in Ohio), Detroit (in Michigan) en Sandwich (in Ontario). De Wyandot die in de Verenigde Staten woonden ruilden onder de Indian Removal Act van 1830 veel van hun land voor gebied in Oklahoma. Er zijn ook gemeenschappen in Michigan en Kansas.
Taalkundig behoren de Wendat/Wyandot/Huron tot de Irokezen, maar ze zijn erfvijanden van de eigenlijke Irokezen, de Haudenosaunee in de Mohawkvallei in Canada.